# Amata rebeli
Amata rebeli är en fjärilsart som beskrevs av Hermann Stauder 1921. Amata rebeli ingår i släktet Amata och familjen björnspinnare. Inga underarter finns listade i Catalogue of Life.